# 凸背鳞毛蕨
凸背鳞毛蕨（学名：Dryopteris pseudovaria）为鳞毛蕨科鳞毛蕨属下的一个种。